# Titularbistum Thinis
Thinis (ital.: Tinis) ist ein Titularbistum der römisch-katholischen Kirche.
Es geht zurück auf ein früheres Bistum der antiken Stadt Thinis in der römischen Provinz Aegyptus bzw. in der Spätantike Thebais in Oberägypten, das der Kirchenprovinz Ptolemais angehörte.
| Titularbischöfe von Thinis |                           |                                                  |                  |                  |
| Nr.                        | Name                      | Amt                                              | von              | bis              |
| 1                          | John Reesinck MHM         | Apostolischer Vikar von Obernil (Uganda)         | 29. März 1938    | 7. November 1963 |
| 2                          | Adrien-Jean Larribeau MEP | emeritierter Bischof von Daejeon (Südkorea)      | 6. November 1963 | 12. August 1974  |
| 3                          | Jacob Muricken            | syro-malabarischer Weihbischof in Palai (Indien) | 24. August 2012  |                  |